# Party
Eine Party ist ein zwangloses Zusammenkommen mindestens zweier Personen, mit Musik und Tanz. Es kann sich dabei um eine private, aber auch öffentliche (meist kommerzielle) Veranstaltung handeln. Häufig wird der Begriff je nach Thema, Motto oder Anlass ergänzt, Beispiele:
- NDW-Party, 80er-Party, Ü-30-Party etc.: Tanzveranstaltungen, die unter dem Motto eines bestimmten Musikgenres (hier Neue Deutsche Welle), einer bestimmten Musikära (Musik der 1980er) bzw. eines Alters der Gäste (über 30 Jahre) stehen.

- After-Show-Party
- After-Work-Party, offene gesellige Veranstaltung an Werktagen, die früher beginnt als übliche Tanzveranstaltungen.
- Babyparty
- Block Party, Stadtviertelfest in den USA.
- Bridal Shower
- Buddelparty
- Cocktailparty
- Corona-Party
- Facebook-Party
- Flatrate-Party, kommerzielle Veranstaltung, bei der alkoholische Getränke ohne Begrenzung der Menge zu einem Pauschalpreis ausgeschenkt werden.
- Gender Reveal Party
- Hen Night
- Junggesellenabschied
- Keysigning-Party, Veranstaltung, bei der Teilnehmer gegenseitig kryptografische Schlüssel signieren.
- Kuschelparty, fremde Menschen kuscheln (unter typischerweise vorab definierten Verhaltensregeln) miteinander.
- LAN-Party, Veranstaltung mit einem Zusammenschluss von Computern (LAN-Netzwerk), auf dem die Teilnehmer gemeinsam Computerspiele spielen.
- Pink-Slip-Party
- Polterabend
- Pyjamaparty, eine Party, bei der die Gäste beim Gastgeber übernachten.
- Quiet Party
- Rave
- Schaumparty
- Schlüsselparty, eine Party, bei der die Gäste ihren Sexpartner auslosen.